# أمنحتب بن حابو

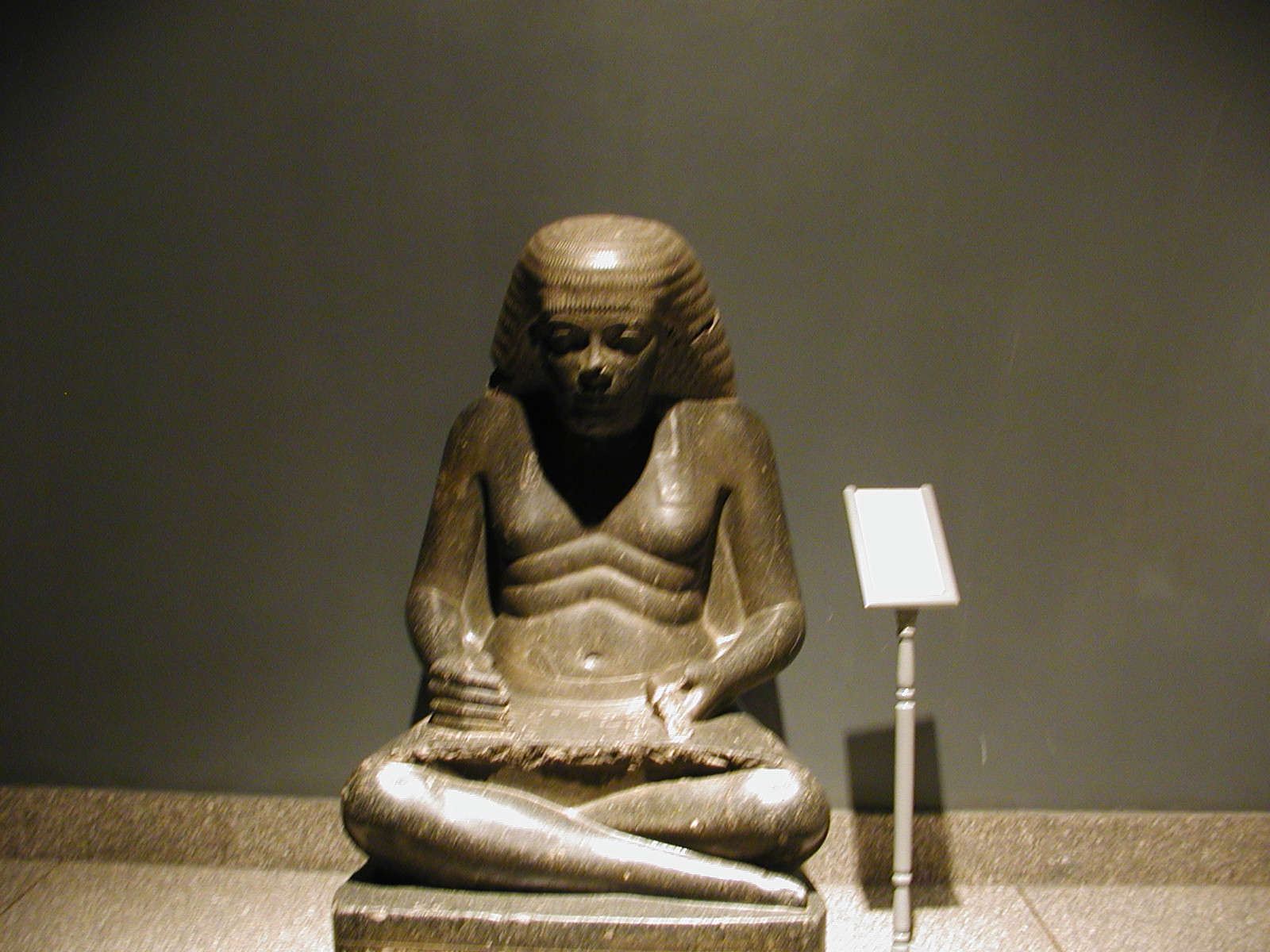
تمثال لأمنحتب بن حابو

أمنحتب بن حابو كاهن ومهندس وكاتب وتولى أيضا العديد من المناصب الرسمية في عهد الملك أمنحتب الثالث.

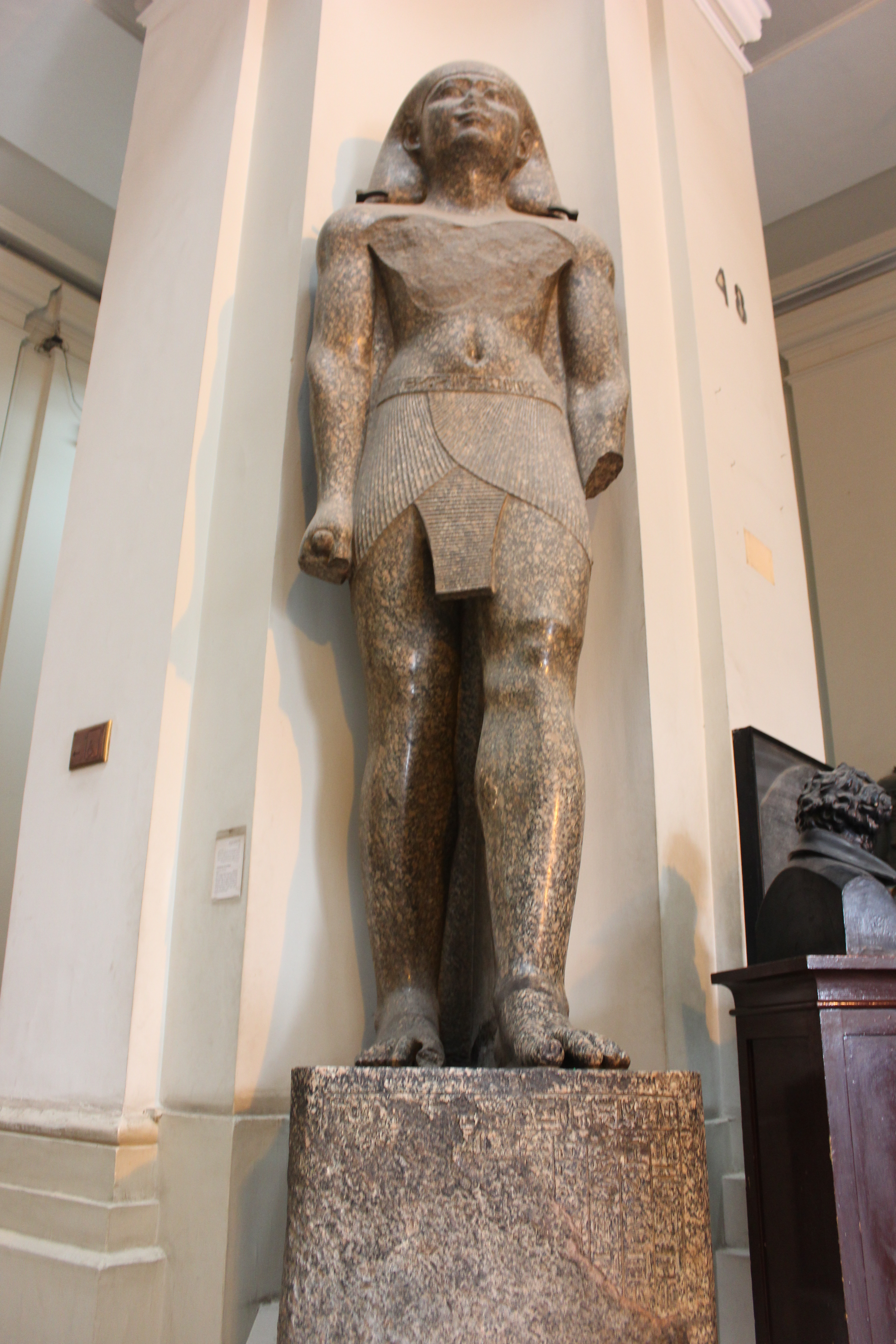
تمثال لأمنحوتب بن حابو بالمتحف المصري.

وقد أخبرنا أمنحتب بن حابو في النقوش التي تصف حياته أنه ولد في آواخر عهد الملك تحتمس الثالث في بلدة اتريب (بنها حاليا) لأبوين من عامة الشعب هما حبو ووالدته إتو.
كانت أول وظائف أمنحتب بن حابو مساعد كاتب الملك، ثم أصبح كاتب المجندين حيث كان يقوم بإحصاء وتنظيم وتوفير المجندين لأتمام مشروعات الملك سواء المدنية أو الحربية، وحمل العديد من الألقاب التي توضح الوظائف التي أمتهنها أمنحتب بن حابو ومنها : المشرف على الكهنة، كاتب المجندين، الكاتب الملكى، مدير كل المبانى الملكية، نائب الملك.
كما كان أمنحتب بن حابو المهندس المعمارى الخاص بأمنحتب الثالث حيث قام ببناء والأشراف على الكثير من منشأت أمنحتب الثالث منها المعبد الجنائزى الذي بناه في غرب طيبة الذي يوجد أمامه تمثالا ممنون وقد أشرف أمنحتب بن حابو على بناءهم أيضا.
وقد كافاءه أمنحتب الثالث على أعماله بأن سمح له بأقامة تمثال له في معبد آمون وهذا التمثال موجود بالمتحف المصري، كما سمح له بأقامة مقبرة له فأنشأ أمنحتب بن حابو معبدا جنائزيا في طيبة الغربية ونحت قبره في الصخور بالقرب من هذا المعبد ويعتبر هذا تشريف عظيم له إذ يساويه بالفراعنة الملوك.
يعتقد أن أمنحتب بن حابو قد توفى في السنة 31 من حكم أمنحتب الثالث طبقا لنقوش وجدت في مقبرة رع موسى، وبعد وفاته بدأت شهرته وسمعته كمعلم وحكيم تتزايد وأزداد معها توقير المصريين له حتى رفع إلى مرتبة الآلهة في عصر البطالمة وصار آلها للشفاء.

## وصلات خارجية
- أمنحتب بن حابو - المتحف المصري